# 達利尼克
46°13′32″N 30°32′2″E / 46.22556°N 30.53389°E
達利尼克（烏克蘭語：Дальник）是位於烏克蘭西南部的村莊，由敖德萨州敖德萨区的達利尼克市鎮負責管轄，並為該市鎮的行政中心。該村始建於1794年，面積35.27平方公里，海拔高度9米，2001年人口1,241。